# صموئيل هنري درو
صموئيل هنري درو (بالإنجليزية: Samuel Henry Drew)‏ هو عالم طبيعي نيوزيلندي، ولد في 17 نوفمبر 1844، وتوفي في 18 ديسمبر 1901.